# Шеки (Словения)
Вижте пояснителната страница за други значения на Шеки.
Шеки (на словенски: Šeki) е село в Словения, Обално-крашки регион, община Копер. Според Националната статистическа служба на Република Словения през 2002 г. селото има 9 жители.